# توزلا (قره‌تاش)
توزلا (به ترکی استانبولی: Tuzla) یک منطقهٔ مسکونی در ترکیه است که در قره‌تاش (شهر) واقع شده‌است.